# Coventry (Connecticut)
Coventry ist eine Stadt im Tolland County im US-Bundesstaat Connecticut, Vereinigte Staaten, mit 12.200 Einwohnern (Stand: 2004). Das Stadtgebiet hat eine Größe von 99,4 km². Sie wurde im Mai 1712 gegründet.

## Schulen
- Coventry Grammar School
- G. H. Robertson Intermediate School
- Captain Nathan Hale School
- Coventry High School

## Söhne und Töchter der Stadt
- Jesse Root (1736–1822), Politiker
- Paul Brigham (1746–1824), Politiker, Jurist und Gouverneur des US-Bundesstaates Vermont
- Nathan Hale (1755–1776), Offizier und Lehrer sowie einer der historischen Helden der USA
- Samuel Huntington (1765–1817), Jurist und Politiker
- Jesse Buel (1778–1839), Drucker, Zeitungsbesitzer, Richter und Politiker
- George N. Barnard (1819–1902), Fotograf
- Colin Carlson (* 1996), Biologe und Epidemiologe